# اوسوالدو رولا
اوسوالدو رولا (انگلیسی: Oswaldo Rolla; ۱۵ سپتامبر ۱۹۰۹ – ۲۷ اکتبر ۱۹۹۶) معروف به فوگینیو بازیکن و مربی فوتبال اهل برزیل بود.
از باشگاه‌هایی که در آن بازی کرده است می‌توان به باشگاه فوتبال گرمیو اشاره کرد.